# Shūzō Matsuoka
Shūzō Matsuoka (jap. 松岡修造 Matsuoka Shūzō; ur. 6 listopada 1967 w Tokio) − japoński tenisista, reprezentant w Pucharze Davisa, olimpijczyk.

## Kariera tenisowa
Jako zawodowy tenisista Matsuoka występował w latach 1986−1998.
W latach 90. XX w. był liderem japońskiego tenisa męskiego, osiągając pozycję w czołowej pięćdziesiątce rankingu ATP World Tour (nr 46. w czerwcu 1992 roku). Był również klasyfikowany w czołowej setce rankingu deblistów (nr 95. w styczniu 1989 roku).
W 1992 roku dotarł do finału w Londynie na nawierzchni trawiastej, eliminując m.in. MaliVai Washingtona, Gorana Ivaniševicia oraz Szweda Stefana Edberga, przegrywając dopiero w decydującym meczu z Wayne’em Ferreirą. W 1995 roku dotarł do ćwierćfinału wielkoszlemowego Wimbledonu, ponosząc porażkę z późniejszym mistrzem, Pete Samprasem po czterosetowym meczu. Jedyny turniej Matsuoka wygrał jednak na innej nawierzchni, na tzw. kortach twardych w Seulu w 1992 roku. W tym samym sezonie był również w finale w Wellington.
W deblu Japończyk wygrał turniej w Auckland w 1989 roku, w parze ze Steve’em Guyem. W 1995 roku w parze z Ronaldem Agénorem był w finale debla w Dżakarcie.
W latach 1987−1997 regularnie reprezentował Japonię w Pucharze Davisa. Reprezentacja grała w tym okresie w grupie I regionu Azji i Oceanii. Matsuoka był podstawowym singlistą drużyny narodowej, kilkakrotnie wystąpił również w deblu. Bilans występów pucharowych Japończyka to 23 wygrane mecze i 13 porażek.
Matsuoka reprezentował Japonię na trzech igrzyskach olimpijskich − Seul (1988), Barcelona (1992), Atlanta (1996). W każdym z turniejów odpadał w 1 rundzie rywalizacji singlowej. W Seulu zagrał również w deblu, ale także został wyeliminowany w 1 rundzie.
Po zakończeniu kariery został tenisowym komentatorem telewizyjnym.

### Finały w turniejach ATP World Tour
| Legenda                                      |
| -------------------------------------------- |
| Wielki Szlem                                 |
| Igrzyska olimpijskie                         |
| Tennis Masters Cup / ATP Finals              |
| ATP Masters Series / ATP Tour Masters 1000   |
| ATP International Series Gold / ATP Tour 500 |
| ATP International Series / ATP Tour 250      |

#### Gra pojedyncza (1–2)
| Końcowy wynik | Nr | Data             | Turniej    | Nawierzchnia | Przeciwnik      | Wynik finału  |
| ------------- | -- | ---------------- | ---------- | ------------ | --------------- | ------------- |
| Finalista     | 1. | 8 stycznia 1989  | Wellington | Twarda       | Kelly Evernden  | 5:7, 1:6, 4:6 |
| Zwycięzca     | 1. | 26 kwietnia 1992 | Seul       | Twarda       | Todd Woodbridge | 6:3, 4:6, 7:5 |
| Finalista     | 2. | 14 czerwca 1992  | Londyn     | Trawiasta    | Wayne Ferreira  | 3:6, 4:6      |

#### Gra podwójna (1–1)
| Końcowy wynik | Nr | Data             | Turniej  | Nawierzchnia | Partner       | Przeciwnicy                   | Wynik finału |
| ------------- | -- | ---------------- | -------- | ------------ | ------------- | ----------------------------- | ------------ |
| Zwycięzca     | 1. | 15 stycznia 1989 | Auckland | Twarda       | Steve Guy     | John Letts Bruce Man-Son-Hing | 7:6, 7:6     |
| Finalista     | 1. | 15 stycznia 1995 | Dżakarta | Twarda       | Ronald Agénor | David Adams Andriej Olchowski | 5:7, 3:6     |